# Drew Goddard
Andrew Brion Hogan "Drew" Goddard, född 26 februari 1975 i Houston i Texas (uppvuxen i Los Alamos i New Mexico), är en amerikansk manusförfattare, filmregissör och filmproducent. Goddard har skrivit några avsnitt av TV-serierna Buffy och vampyrerna, Angel, Alias och Lost. Han har också skrivit manus till Cloverfield och delar av manuset till World War Z. Under 2012 regidebuterade Goddard med skräckfilmen The Cabin in the Woods, som han skrev tillsammans med Joss Whedon.

## Filmografi (i urval)
| 2008 | Cloverfield                |    | Ja |          |
| 2012 | The Cabin in the Woods     | Ja | Ja |          |
| 2013 | World War Z                |    | Ja |          |
| 2015 | The Martian                |    | Ja |          |
| 2015 | Marvel's Daredevil         |    | Ja | TV-serie |
| 2018 | Bad Times at the El Royale | Ja | Ja |          |
| 2026 | Project Hail Mary          |    | Ja |          |